# Habrovany
Habrovany (deutsch Habrowan) ist eine Gemeinde in Tschechien. Sie liegt elf Kilometer südwestlich von Vyškov und gehört zum Okres Vyškov. Die Gemeinde ist Teil der Mikroregion Drahanská vrchovina.

## Geographie
Habrovany befindet sich am südwestlichen Fuße des Drahaner Berglandes in der Vyškovská brázda (Wischauer Tor). Das Dorf erstreckt sich beiderseits des Baches Habrovanský potok. Nördlich erhebt sich die Ostatečná hora (410 m), im Nordosten die Čloubky (324 m), westlich die Horka (368 m) sowie im Nordwesten die Červená hora und der Červený vrch (Roter Berg, 535 m). Nordwestlich von Habrovany liegen drei große, aufgelassene Steinbrüche; westlich in den Bergen der ehemalige Steinbruch Panská skála. Östlich des Dorfes verläuft die Bahnstrecke Brno-Přerov, nächste Bahnstation ist Komořany u Vyškova.
Nachbarorte sind Olšany und Pístovice im Norden, Blatice, Hranáč und Nemojany im Nordosten, Tučapy im Osten, Komořany und Čechyně im Südosten, Rousínov und Královopolské Vážany im Süden, Vítovice, Viničné Šumice und Jezera im Südwesten, Mokrá und Hostěnice im Westen sowie Hádek, Pod Hádkem und Lhotky im Nordwesten.

## Geschichte

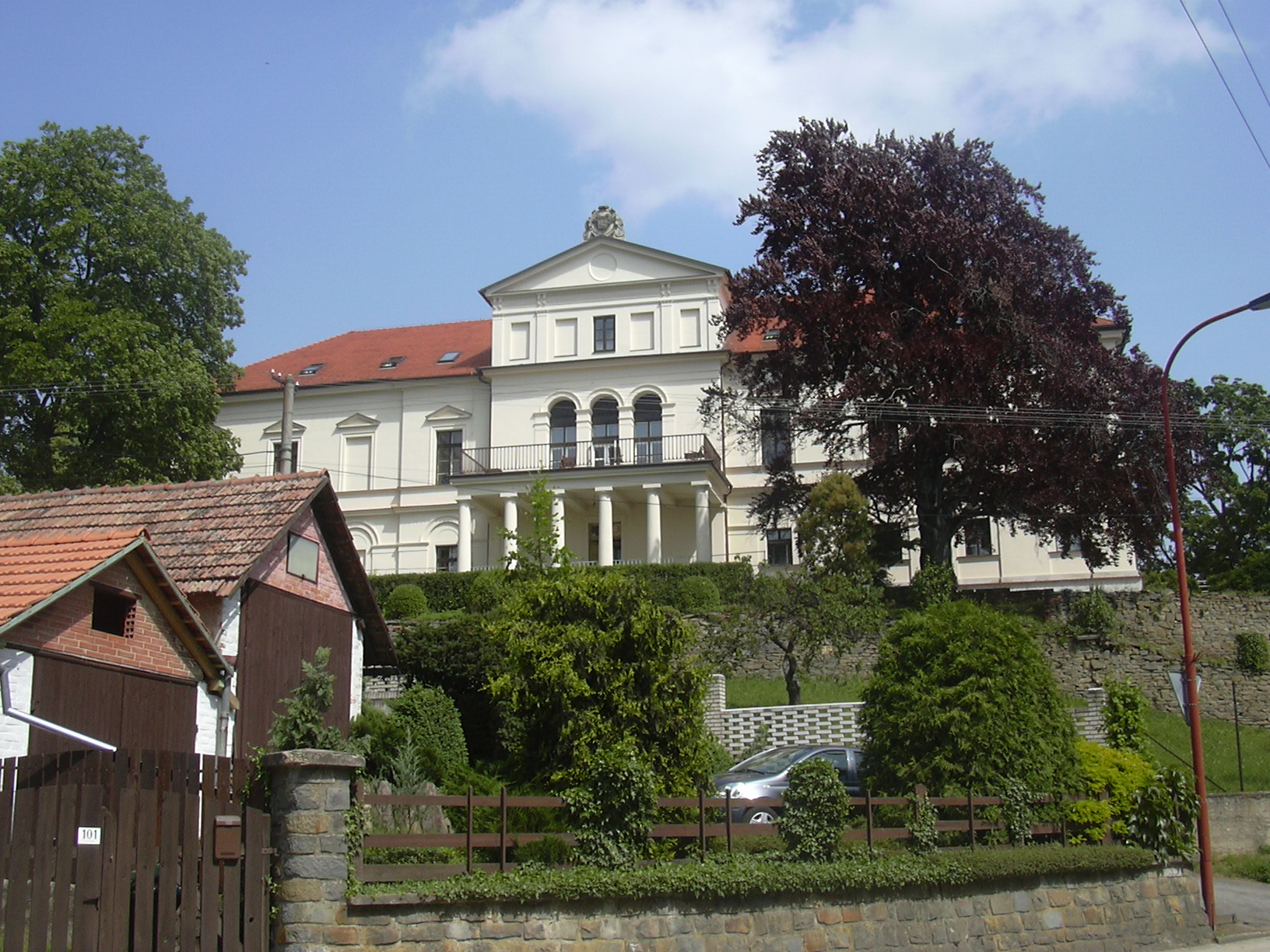
Schloss Habrovany

Archäologische Funde belegen eine Besiedlung des Gemeindegebiets seit der Jungsteinzeit. Insbesondere seit der Bronzezeit liegen zahlreiche Fundstücke vor, da sich beim Forsthaus Blatice eine bronzezeitliche Siedlungsstätte befand.
Die erste urkundliche Erwähnung des Dorfes erfolgte am 7. August 1350 in der Landtafel, als der Vladike Nicolaus de Habrowan die Einkünfte aus den Gütern in Nemojany an Luczconi de Lulcz verkaufte. Ein Anteil von Habrovany befand sich seit der Mitte des 14. im Besitz der mährischen Markgrafen. Zu Nicolaus de Habrowans Besitzungen gehörte auch Tučapy, das er 1358 anteilig seiner Tochter Perchta als Aussteuer und Jenč von Deblín als Treuhänder für die zweite Tochter und seine beiden Schwestern, die dem Dominikanerinnenkloster der Hl. Anna in Altbrünn beigetreten waren, überschrieb. Am 13. März 1376 reichte Markgraf Jobst von Mähren die Feste Habrowan einschließlich zwei Vorwerken, 19 Huben, elf Podsedeken, einer Schenke und zwei Teichen für treue Dienste an Petrus de Habrowan und seine männlichen Nachkommen als Lehn. Nach Petrus Tode im Jahre 1385 reichte Markgraf Jobst das Kammerlehn nicht an dessen Sohn Bohuš von Habrowan auf Nová Říše weiter, sondern verlieh die Feste einschließlich aller Dörfer und Wälder seinem Kammerherrn Beneš von Pamětice. Es wird vermutet, dass Petrus von Habrowan während des mährischen Bruderzwistes auf die Seite des Markgrafen Prokop von Mährens übergetreten war. Im selben Jahre verzichtete Petrus Witwe Objezda nach dem Tode ihres Bruders Dobesch von Weitmühl auf sämtliche Unterhaltsansprüche gegenüber Beneš von Pamětice. Nachdem Proček von Pamětice und Habrovany während der Hussitenkriege gefallen war, war seine Nachfolgerschaft ungeklärt und es setzte ein Ausverkauf durch zahlreiche Miterben ein. 1437 sprach Markgraf Albrecht den Besitz Artleb von Vlčnov gemeinschaftlich mit Pročeks Waisen zu. Die Feste wurde wahrscheinlich während der Hussitenkriege zerstört. Als Burian von Vlčnov 1446 seinen Anteil von Habrovany an Jaroslav von Schellenberg verkaufte, wurde sie als wüst bezeichnet. 1447 erwarb Schellenberg auch den Anteil von Jan von Onšov und Habrovany und wurde damit alleiniger Besitzer der Herrschaft. 1481 verkaufte der Oberstkanzler Johann von Schellenberg († 1508) Habrovany an die Herren Syrovátka von Lhota. Diese ließen in Habrovany um 1482 eine neue Feste erbauen. Um 1512 erwarb Jan Dubčanský von Zdenín die Herrschaft durch Heirat mit Salomena Syrovátka von Lhota. 1518 setzten erste Differenzen zwischen Jan Dubčanský und der Geistlichkeit ein, als dieser dem Pfarrer in Königsfeld Waschan den Zehnt des Hofes in Habrovany verweigerte. Um 1523 beschnitt Dubčanský die Privilegien der Kartäuser in der Herrschaft Habrovany, indem er eine neue Kirche erbauen ließ. Dubčanský wurde zu einem Anhänger der Lehre Ulrich Zwinglis. Unter deren Einfluss sowie dem Gedankengut der radikal-reformatorischen Täufer entstand 1528 die religiöse Gemeinschaft der Habrowaner Brüder (bratři habrovanští).
Der böhmische König und spätere Kaiser Ferdinand I. verfügte 1536 ein Verbot der apostolischen Aktivitäten Dubčanskýs. 1537 wurde er mit weiteren Vertretern der Gemeinschaft auf die Prager Burg vorgeladen und gefangen genommen. Nach Hinterlegung einer Kaution sowie der Auflage zur Enthaltung weiterer Sektierei wurden die Inhaftierten 1538 freigelassen. Nachfolgend stellte Dubčanský seine missionarischen Aktivitäten ein. Während dieser Zeit zerfiel die Gemeinschaft der Habrowaniten und ihre Reste vereinten sich mit den Täufern. 1540 verglich sich Jan Dubčanský mit dem Waschaner Pfarrer wegen des strittigen Kirchenzehnts. Seine Söhne Jan und Friedrich verkauften 1571 die Herrschaft einschließlich der Dörfer Luleč und Nemojany an Jan Bohuslav Zoubek von Zdětín. Dessen Bruder und Erbe Vilém konvertierte um 1600 zum Katholizismus. Der 1608 verstorbene Vilém Zoubek vermachte die Herrschaften Habrovany und Zdounky testamentarisch seinem minderjährigen Sohn Jan Bohuslav. Seine älteste Tochter Helena schloss er vom Erbe aus, da diese ihren Anteil bereits durch eine Mitgift erhalten hatte. Jan Bohuslavs Vormunde Ladislav Berka von Dubá und Lipá, Jan Kavka Říčanský von Říčany und Michal von Hrádek auf Nové Zámky gestatteten dem Olmützer Jesuitenkolleg die Rekatholisierung der Herrschaft Habrovany. In beiden Herrschaften lebten im Jahre 1619 596 Untertanen; 1632 bestand die Herrschaft Habrovany aus etwa 350 Bewohnern. Nach Jan Bohuslavs baldigem Tod fiel die Herrschaft seiner unverheirateten Schwester Kateřina Alžběta zu, mit deren Tod 1640 das Geschlecht der Zoubek von Zdětín erlosch.

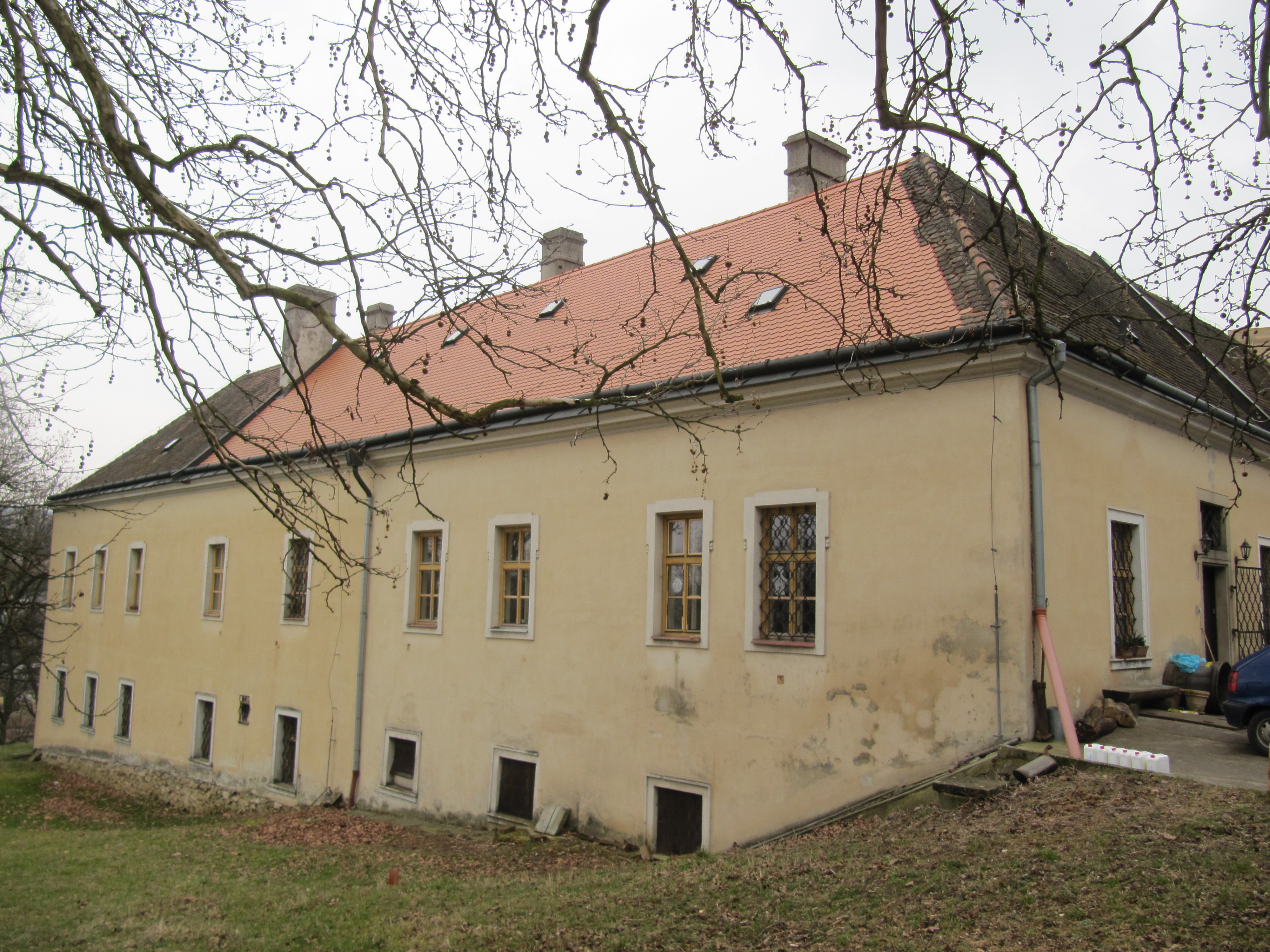
Schloss Zdounky

Die Herrschaft Habrovany einschließlich des Gutes Zdounky fiel an den Jesuitenorden, der sie seinem neuen Kolleg in Kroměříž anschloss. Der Orden kompensierte die Ansprüche Jiří Vilém Dubskýs von Třebomyslice 1641 mit 10.000 Gulden für die Ansprüche seiner Mutter Helena Zoubková von Zdětín. Nach dem Dreißigjährigen Krieg lag 1673 noch immer knapp ein Drittel der 74 Wirtschaften von Habrovany wüst. Bereits 1660 hatten sich Untertanen aus Habrovany über die übermäßigen Lasten durch die Jesuiten beim Kaiser beschwert. 1684 erfolgte eine erneute Beschwerde von drei Untertanen aus Habrovany, Luleč und Nemojany, die sich auf die gütige Zeit unter Kateřina Alžběta Zoubková beriefen. Die Petition wurde wahrscheinlich auf Initiative von Adam Ladislav Dubský und seiner Brüder verfasst, die zu dieser Zeit wegen der Güter der Zoubek von Zdětín prozessierten und beanspruchten, dass die Herrschaften nach Kateřina Alžbětas Tode an Helena Dubský hätten fallen müssen. Nach einem seit 1641 andauernden Streit mit dem Bistum Olmütz um den Zoll und die Maut in Luleč schlossen die Jesuiten am 18. September 1703 einen Grenzvertrag, bei dem Nemojany und Tučapy dem Patronat des Bistums Olmütz übertragen wurden. 1720 wurde der Mautstreit mit dem Bistum beigelegt. 1733 wurde die Grenze der Herrschaft zu den zur Kartause Královo Pole (Königsfeld) gehörenden Gütern in Královopolské Vážany festgelegt. Bei Vítovice und Olšany wurde 1737 Grenze mit der Liechtensteinischen Herrschaft Pozořice neu vermessen und 1747 erfolgte gleiches bei Tschechen mit der dem Brünner Kloster St. Thomas gehörigen Herrschaft Neu Wieslitz. Zwei Jahre später wurde auch die Grenze zur unter Verwaltung von Max Philipp von Magnis stehenden Herrschaft Ratschitz neu vermessen. Nach der Aufhebung des Jesuitenordens im Jahre 1773 fiel Habrowan dem k. k. Studienfond zu. Dieser schloss Habrowan 1790 an das Gut Bläswitz an. 1804 verkaufte der Studienfond Zdounky an Anton von Kaschnitz-Weinberg und 1824 ersteigerte der Brünner Großhändler Johann von Herring Habrowan. Im Jahre 1836 hatte das Dorf 760 Einwohner.
Nach der Aufhebung der Patrimonialherrschaften bildete Habrovany/ Habrowan ab 1850 eine Gemeinde in der Bezirkshauptmannschaft Wischau. 1858 vergrößerte Ernst Johann Ritter Herring seinen Besitz und kaufte von Josef von Blankenstein das 300 ha große Gut Hobitschau auf. Viktor von Herring-Frankensdorf verkaufte den Großgrundbesitz in Habrowan und Hobitschau für knapp 250.000 Gulden an die Brüder Max von Gomperz und Julius von Gomperz. Julius hielt zunächst zwei Drittel der Anteile und erwarb 1883 auch das Drittel seines Bruders Max.
Der 1865 begonnene Bau der Eisenbahn zwischen Brünn und Prerau durch das Wischauer Tor führte zu einem wirtschaftlichen Aufschwung des Ortes. 1867 entstand nördlich des Dorfes im Grund Žleb der erste Steinbruch, der bis 1869 stark erweitert wurde. Der Bahntransport der Steine erfolgte von der Bahnstation Komořany u Vyškova. In Habrovany lebten im Jahre 1900 936 Menschen. Im Jahre 1909 erbte Philipp Ritter von Gomperz den Besitz. 1910 bestand das Dorf aus 194 Häusern und hatte 1015 Einwohner, die durchweg Tschechen und Katholiken waren. Philipp von Gomperz floh nach der deutschen Besetzung 1940 in die Schweiz. Im Jahre 1951 lebten in den 245 Häusern von Habrovany 890 Personen. Im Juni 1960 wurde Habrovany mit Olšany zur Gemeinde Habrovany-Olšany zusammengeschlossen. Diese löste sich 1990 wieder auf. Seit 1998 führt die Gemeinde Habrovany ein Wappen und Banner. Gepfarrt ist das Dorf nach Královopolské Vážany.

## Gemeindegliederung
Für die Gemeinde Habrovany sind keine Ortsteile ausgewiesen. Zu Habrovany gehört das Forsthaus Blatice.

## Sehenswürdigkeiten
- Filialkirche der hl. Dreifaltigkeit, erbaut um 1523. Sie wurde zwischen 1748 und 1749 umgestaltet.
- Statue des hl. Florian, an der Kirche
- Schloss Habrovany, es entstand im 16. Jahrhundert für Jan Dubčanský als Renaissancebau an Stelle der Feste. Johann von Herring-Frankensdorf ließ das Schloss in den Jahren 1825 bis 1836 im Empirestil umgestalten. Es ist von einem Park umgeben.
- Ehemaliger Steinbruch Panská skála, seit 1990 als Naturreservat geschützt
- Farm von Bolek Polívka, nordwestlich des Dorfes an der Straße nach Olšany